# Kuching
Kuching é a capital do Estado de Sarauaque, na Malásia Oriental. Ergue-se nas margens do rio Sarauaque, na parte noroeste da ilha de Bornéu. A população de cerca de meio milhão é composta por uma mistura de malaios, dayaks, chineses, alguns indianos e outros grupos étnicos.
O nome Kuching significa gato em malaio. Apesar disso, o verdadeiro motivo deste nome não é conhecido. Alguns afirmam que a cidade recebeu o nome de Bukit Mata Kuching, uma colina situada no seu coração. Mas claro que há outras hipóteses.
Dentro da cidade, há vários museus como o Museu Sarauaque, o Museu Chinês, o Museu do Gato, entre outros, que definitivamente não devem ser esquecidos durante uma visita a Kuching. Outros locais interessantes são Istana (o antigo palácio do Rajá), o Forte Margherita, o templo Tua Pek Kong, Main Bazaar e os parques, além das muitas estátuas de gatos espalhadas pela cidade.

O clima em Kuching é tropical, moderadamente quente e bastante chuvoso. O índice pluviométrico anual é de, em média, 4000mm. Os períodos mais úmidos ocorrem durante as monções, nos meses de dezembro a fevereiro. A temperatura média é de cerca de 26°C durante todo o ano.

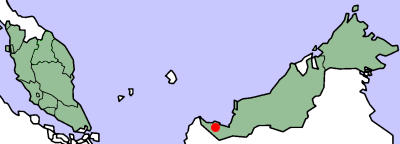
Localização de Kuching na Malásia

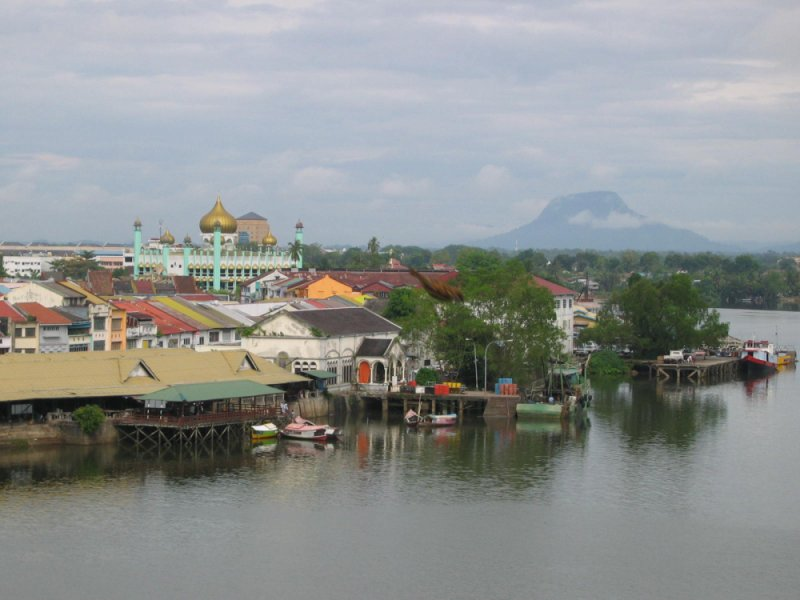
Kuching

O estado de Sarauaque era parte do Sultanato de Brunei, há 200 anos. Mas, como recompensa pela ajuda em acabar com uma rebelião, foi cedido a um aventureiro inglês chamado James Brooke, que governou a região como seu reino particular. Kuching se tornou sua capital e seu quartel general. A família Brooke governou Sarauaque até o fim da Segunda Guerra Mundial, quando o terceiro e último Rajá, Vyner Brooke, cedeu-o à Coroa Britânica em 1946. Sarauaque e a Comunidade Britânica de Nações lutaram uma "guerra não declarada" contra a Indonésia, para impedir que a mesma tomasse posse da região. Os britânicos concederam independência a Sarauaque em 1963, que uniu-se à Malásia nesse mesmo ano.

## Governança
Sendo a capital de Sarauaque, Kuching desempenha um papel fundamental no bem-estar político e econômico de todo o Estado por ser a sede do governo estadual, onde quase todos os ministérios e agências se localizam. A Assembleia Legislativa Estadual de Sarauaque está localizada no subúrbio de Kuching, em Petra Jaya.
A Assembleia é constituída por cinco Membros do Parlamento (MPs), representando os cinco constituintes parlamentares, e vinte deputados legislativos na legislatura do Estado, representando vinte constituintes estaduais do distrito de Kuching.

### Autoridade local e definição municipal
Kuching é a única cidade na Malásia a ser administrada por dois prefeitos. A cidade é dividida em Kuching do Norte e Kuching do Sul. Cada uma dessas partes é administrada por um prefeito de Kuching do Sul e um comissário de Kuching do Norte. O atual comissário da porção norte é Datuk Abang Wahap Abang Julai, que substituiu Abang Atei Abang Medaan em 1º de agosto de 2011. Já Dato' James Chan Khay Syn se tornou o novo prefeito da porção sul em 2008, após a morte repentina de Chong Ted Tsiung.
Kuching ganhou o status de cidade em 1º de agosto de 1988 e, desde então, é administrada pela Câmara Municipal de Kuching do Norte (DBKU) e pelo Conselho Municipal de Kuching do Sul (MBKS).
A cidade está definida entre as fronteiras do Distrito de Kuching, antigamente conhecido como Municipalidade de Kuching. Dotado de uma área de 1.868,83 quilômetros quadrados, esse é o distrito mais populoso de Sarauaque. A sua área é dividida em 3 subdistritos, nomeados Kuching Proper, Padawan e Siburan. A área combinada da Câmara Municipal de Kuching do Norte, Conselho Municipal de Kuching do Sul, Conselho Municipal de Padawan e Conselho Distrital de Samarahan é conhecida como Kuching Maior.